# Khusruwiyah Moské
Khusraw Moské eller Khusruwiyah (arabisk: جامع الخسروية) var et moskekompleks i Aleppo, Syrien. Den lå sydøst for Aleppo Citadel. Moskeen blev bestilt af Khusraw [Hüsrev] Pasha, da han var guvernør i Aleppo under Sultan Suleiman 1.. Den blev tegnet af den kendte hofarkitekt Mimar Sinan.
Moskeen blev næsten fuldstændigt ødelagt af de væbnede oprørere i Aleppo i sommeren 2014.